# Alisson (Fußballspieler, 1993)
Alisson (* 25. Juni 1993 in Rio Pomba, MG; voller Name Alisson Euler de Freitas Castro) ist ein brasilianischer Fußballspieler.

## Karriere
Seine Profikarriere beim EC Cruzeiro startete Alisson 2012 als Reservespieler. Er kam in seiner ersten Saison nur zu einem Einsatz von der Bank. Daraufhin wurde er Anfang 2013 nach Rio de Janeiro zu CR Vasco da Gama ausgeliehen. Hier kam er in der Hinrunde der brasilianischen Meisterschaft sechsmal zum Einsatz und erzielte sein erstes Tor in der Liga. Zur Rückrunde der Campeonato Brasileiro 2013 kehrte Alisson zu seinem Stammverein zurück. Hier galt wieder als Reservespieler und kam von der Bank aus achtmal zum Einsatz. Am Ende der Saison konnte er mit Cruzeiro seinen ersten Meistertitel feiern. Auch an der erfolgreichen Titelverteidigung 2014 sowie dem Gewinn des Copa do Brasil 2017 war Alisson beteiligt.
Zur Saison 2018 wechselte Alisson zum Grêmio FBPA. Hier erhielt er einen Vertrag über eine Laufzeit von vier Jahren. Beim Gewinn der Recopa Sudamericana 2018 kam Alisson in beiden Spielen zum Einsatz. Nach Auslaufen seines Vertrages mit Grêmio im Dezember 2021, wechselte Alisson zum FC São Paulo. Bei dem Klub erhielt er einen Dreijahresvertrag.

## Erfolge
Nationalmannschaft
- Turnier von Toulon: 2014

Cruzeiro
- Campeonato Brasileiro: 2013, 2014
- Staatsmeisterschaft von Minas Gerais: 2014
- Copa do Brasil: 2017

Grêmio
- Recopa Sudamericana: 2018
- Staatsmeisterschaft von Rio Grande do Sul: 2018, 2019, 2020, 2021

São Paulo
- Copa do Brasil: 2023
- Supercopa do Brasil: 2024